# 东港镇 (无锡市)
东港镇位于无锡市东北部，面积84.6平方公里，和张家港、江阴接壤。2004年由原港下镇和原东湖塘镇合并而成。2007年常住人口8万，外来人口6万。
纺织服装，电子机械，橡胶化工，生物工程是四大主导产业。2019年中国百强乡镇第92名。2019年被评为中国文化百强镇。

## 行政区划
现辖：
东湖塘社区、港下社区、湖塘桥社区、蠡西社区、东湖村、朝阳村、东升村、黄土塘村、亚光村、东青河村、东南村、华东村、新巷村、港东村、山联村、陈墅村、张缪舍村、勤新村和港南村。